# Резолюция Совета Безопасности ООН 417
Резолюция Совета Безопасности ООН 417 — Резолюция Совета Безопасности ООН, единогласно принятая 31 октября 1977 года. Совет Безопасности осудил репрессии в ЮАР, продолжающиеся против темнокожего населения, других противников апартеида и Южноафриканских СМИ, выразил серьёзную озабоченность из-за сообщений о пытках против политзаключённых и смерти ряда задержанных лиц. СБ выразил убеждение в том, что репрессии расистского режима обострили положение в ЮАР и они приведут к насильственному конфликту, который будет иметь серьёзные международные последствия.
Резолюция выражала поддержку всем противникам апартеида и его жертвам, а также потребовала от ЮАР:
1. Прекратить репрессии против темнокожего населения и противников апартеида.
2. Освободить задержанных и осуждённых на основании произвольных законов о безопасности, а также всех подвергнутых преследованию за выступления против расистского режима.
3. Отменить запреты на организации и СМИ, выступающих против апартеида.
4. Ликвидировать все законодательные акты, основанные на расовой дискриминации.
5. Прекратить проведение политики бантустанизации, отказаться от политики апартеида и обеспечить правление большинства.

Совет Безопасности ООН призвал правительства всех стран принять меры ради обеспечения выполнения резолюции и внести вклад с целью оказать помощь жертвам репрессий. СБ также попросил Генерального Секретаря ООН и Специальный комитет против апартеида предоставлять Совету доклады об осуществлении резолюции.